# Mike Salmon
Michael Bernard „Mike“ Salmon (* 14. Juli 1964 in Leyland, Lancashire) ist ein ehemaliger englischer Fußballtorhüter und Fußballtrainer.

## Spielerkarriere
Salmon begann seine Karriere als Ersatztorhüter bei den Blackburn Rovers, wo er in zwei Jahren zu einem einzigen Einsatz kam. 1982 wurde er von den Rovers zu Chester City verliehen um Spielpraxis zu sammeln. Von 1983 bis 1986 war er bei Stockport County unter Vertrag und spielte über 100 Spiele. 
Nach weiteren Zwischenstationen bei den Bolton Wanderers und dem AFC Wrexham wechselte er zu Charlton Athletic. Bei Charlton blieb er zehn Jahre und absolvierte über 150 Pflichtspiele. Von 1999 bis 2002 ließ Salmon bei Oxford United und Ipswich Town seine Karriere ausklingen.

## Trainerkarriere
Nach seinem Karriereende wurde Salom Torwarttrainer der FC Arsenal Reservemannschaft. Von 2002 bis 2004 trainierte er die Torhüter des FC Gillingham. Anschließend war er hauptamtlicher Torwarttrainer der ersten Mannschaft von Arsenal.
2007 wanderte er mit seiner Familie nach Kanada aus und ist seitdem Torwarttrainer bei den Vancouver Whitecaps. Nach dem Wechsel der Whitecaps in die Major League Soccer, wurde er mit in das neue Franchise übernommen.
| Personendaten    | Personendaten                         |
| ---------------- | ------------------------------------- |
| NAME             | Salmon, Mike                          |
| ALTERNATIVNAMEN  | Salmon, Michael Bernard (Geburtsname) |
| KURZBESCHREIBUNG | englischer Fußballtorhüter            |
| GEBURTSDATUM     | 14. Juli 1964                         |
| GEBURTSORT       | Leyland                               |